# Berlingo (Lombardei)
Berlingo ist eine norditalienische Gemeinde (comune) mit 2738 Einwohnern (Stand 31. Dezember 2023)  in der Provinz Brescia in der Lombardei. Die Gemeinde liegt etwa 15 Kilometer westsüdwestlich von Brescia in der Brescianer Tiefebene.